# Schloss Dronninglund

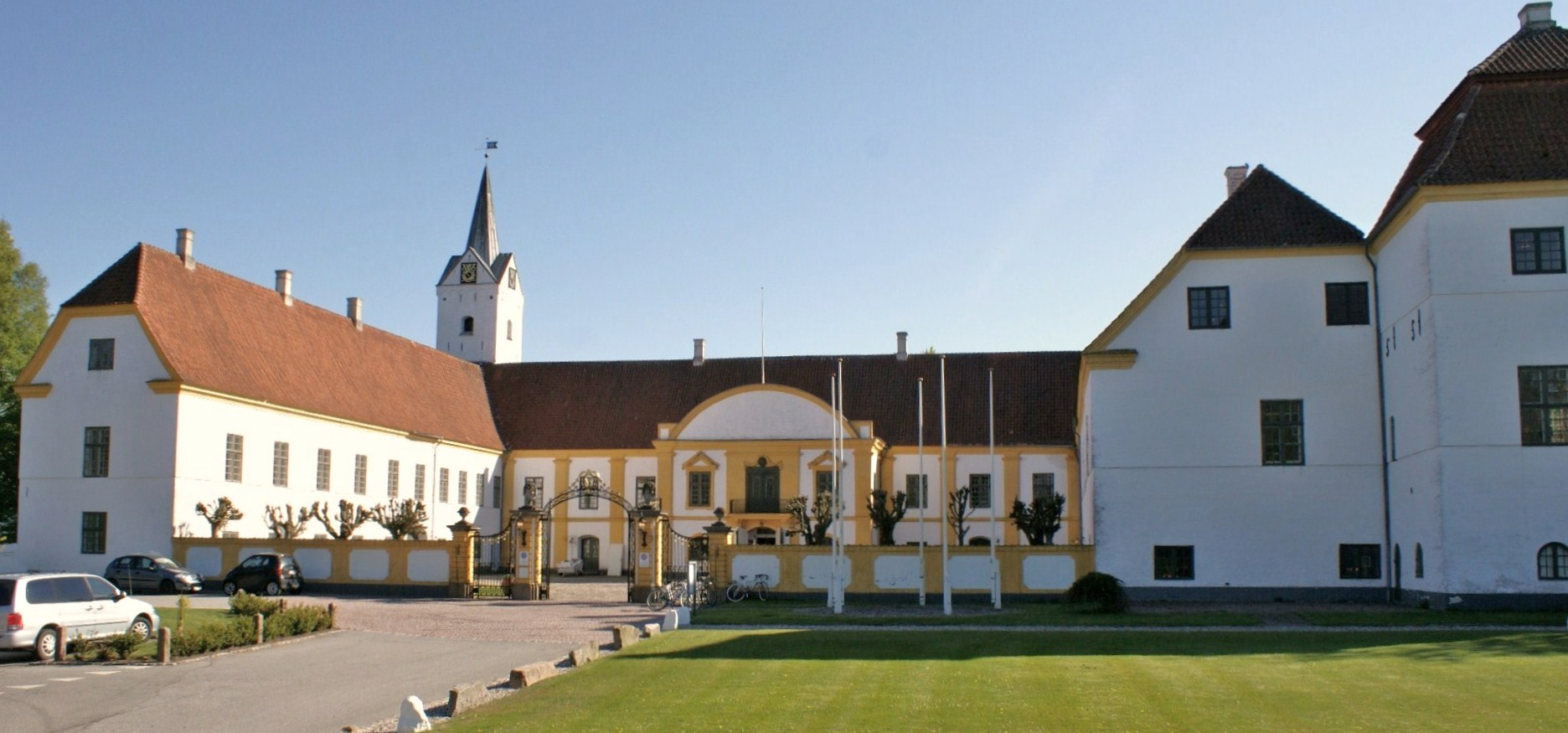
Schloss Dronninglund, Blick zum Ehrenhof

Das Schloss Dronninglund liegt auf der norddänischen Insel Vendsyssel-Thy in der Kommune Brønderslev. Das Bauwerk gründet auf einem mittelalterlichen Kloster und wurde im 18. Jahrhundert zu einem barocken Schloss umgebaut. Die Anlage beherbergt heute ein Schlosshotel.

## Geschichtlicher Überblick
Das heutige Schloss geht auf eine als Hundslund gegründete Klosteranlage der Benediktinerinnen zurück. Das genaue Gründungsjahr ist unbekannt, da die wenigen Dokumente aus jener Zeit nach der Reformation verloren gingen. Im 13. Jahrhundert gehörte das Kloster bereits zu den angesehensten Besitzungen im Norden Jütlands, und nach einer Schenkung Königin Margarethes I. befanden sich an der Wende zum 15. Jahrhundert mehr als 100 Bauernhöfe in Klosterbesitz. Nach der Reformation geriet Hundslund in den Besitz der Krone, die es bis zum Ende des 16. Jahrhunderts als Lehen vergab. In dieser Zeit wurde die Anlage mit ihrem Wirtschaftshof zu einem Schloss ausgebaut. Von 1690 bis 1729 befand sich das frühere Kloster in direkter Hand der Königsfamilie und erhielt unter Königin Charlotte Amalie seinen heutigen Namen. In den folgenden Jahrhunderten wechselten die Besitzer mehrfach und Dronninglund befand sich unter anderem im Besitz der Familien Moltke, von Plessen und der Schimmelmann.
Heute beherbergt Dronninglund ein Restaurant und Schlosshotel. Die Anlage ist von außen jederzeit, von innen für Gäste zu besichtigen, in den Sommermonaten finden zudem gelegentliche Führungen statt.

## Das Bauwerk

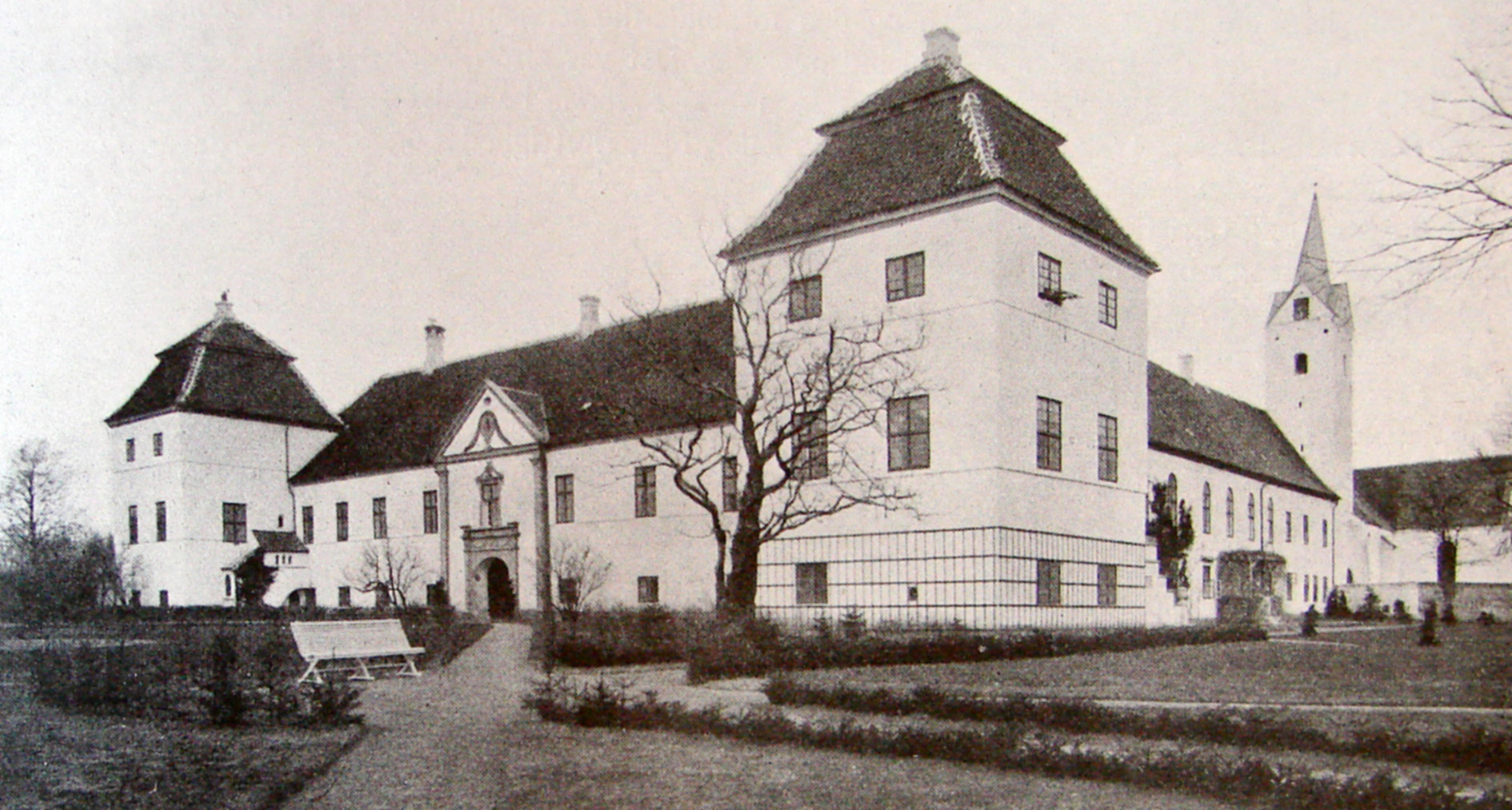
Die Westfassade, Fotografie um 1920

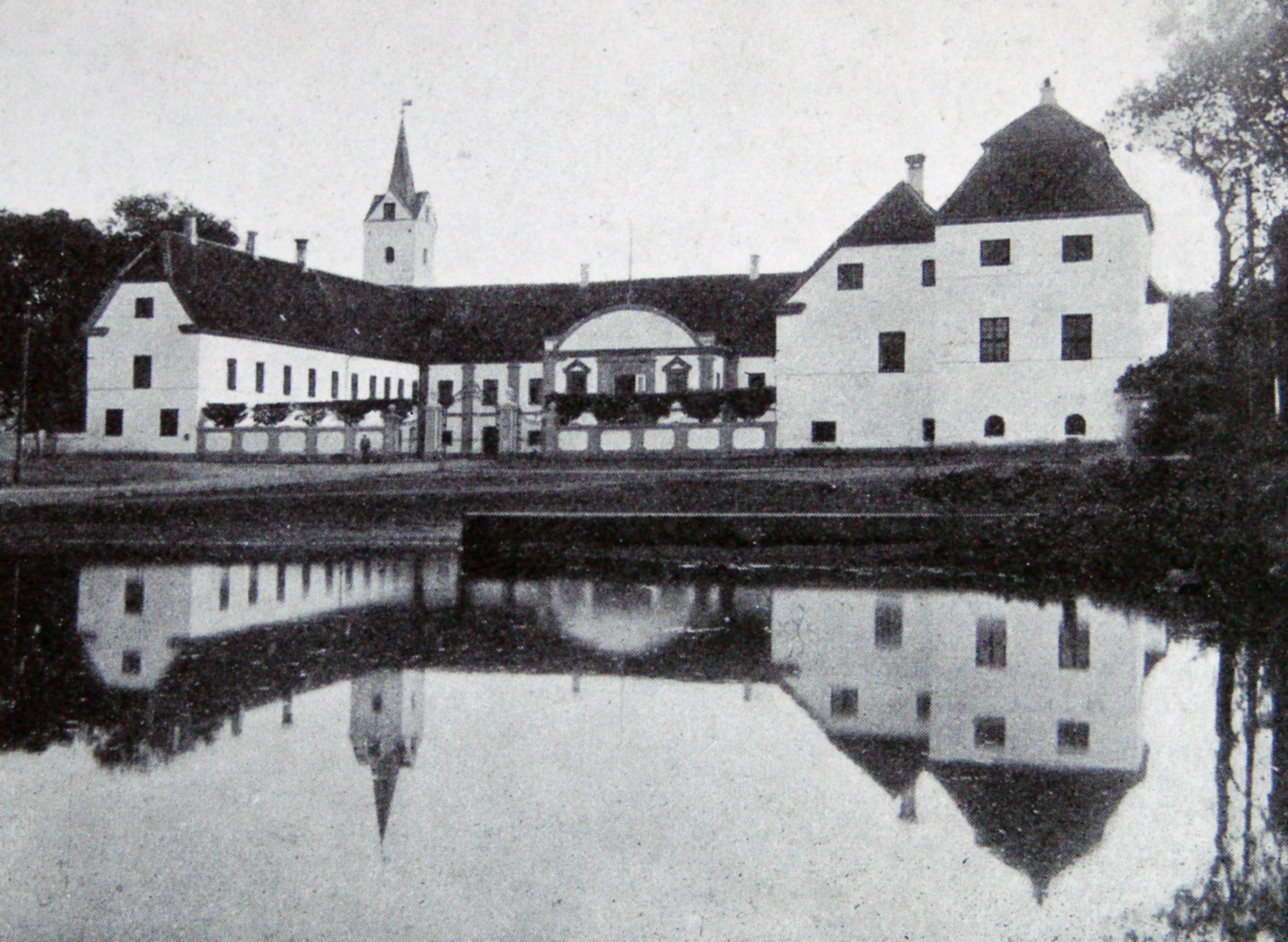
Die Nordfassade, Fotografie um 1923

Das Schloss ist eine mehrflügelige Anlage, deren älteste Bauteile im Kern zum Teil noch aus dem Mittelalter stammen. Das Bauwerk gliedert sich in drei unterschiedliche Bereiche: Das eigentliche Schloss um den Ehrenhof, die sich östlich anschließende Klosterkirche und der im Westen gelegene Wirtschaftshof.
Das Schloss erhielt seine heutige Gestalt weitgehend im 18. Jahrhundert. Es ist ein dreiflügeliger Bau aus annähernd gleich langen Trakten, die Hauptfassade ist auf den Hof ausgerichtet und wird in ihrer Mitte von einem drei Fensterachsen überspannenden Segmentgiebel betont. Die rückwärtige Fassade in Richtung des früheren Barockgartens ist nahezu schmucklos, die westliche Fassade wird von zwei turmartigen Pavillons flankiert und ist mit einem Dreiecksgiebel geschmückt. Durch Erweiterungen an der in Richtung Westen folgenden Anlage des Wirtschaftshofes ist diese zweite Schaufassade des Schlosses in der Neuzeit entstellt worden. Im Osten des Komplexes schließt sich die auf kreuzförmigem Grundriss errichtete frühere Klosterkirche an, die heute vom Gemeindefriedhof umgeben ist.